# Uma Canta, a Outra Não
L'une chante, l'autre pas (prt/bra: Uma Canta, a Outra Não) é um filme do gênero drama francês realizado por Agnès Varda.

## Elenco
- Thérèse Liotard como Suzanne
- Valérie Mairesse como Pomme (Pauline)
- Ali Raffi como Darius
- Jean-Pierre Pellegrin como Pierre Aubanel
- Robert Dadiès como Jérôme
- Mona Mairesse como Mãe de Pomme
- Francis Lemaire como Pai de Pomme
- Gisèle Halimi como ela mesma
- François Wertheimer como François
- Mathieu Demy como Zorro
- Marion Hänsel como Funambula grávida

## Recepção
O filme recebeu críticas mistas após seu lançamento. Baseado em 48 críticas, o filme detém uma classificação de 65% no site agregador de críticas Rotten Tomatoes.